# 耶和华见证人的合法机构
耶和华见证人的合法机构，是指該宗教團體所使用的法人名称，用于合法的出版和代表其宗教组织之利益。

## 主法人
注意：'宾雪法尼亚州守望台圣经书使用2个词的Watch Tower代表守望台，而纽约的守望台圣经书社是一个字即Watchtower。

### 宾雪法尼亚守望台圣经书社[注 1]
创立于1881年的宾雪法尼亚州守望台圣经书社拥有耶和华见证人使用的主要合法实体并拥有大多数耶和华见证人出版的文献的版权。它也曾经被称作：
- 锡安的守望台书社（Zion's Watch Tower Tract Society）
- 守望台圣经书社（Watch Tower Bible and Tract Society）
- 守望台社（Watchtower Society）

### 纽约守望台圣经书社，公司
当1909年耶和华见证人总部搬到纽约布鲁克林时建立。这是一个非营利组织用来出版各种刊物文献，包括用153种语言出版的《守望台》。它也作为耶和华见证人的法定代理人。它也被称作：
- 人民布道协会（People's Pulpit Association） (1909－1939年)
- 守望台圣经书社，公司(Watchtower Bible and Tract Society, Inc.)(1939－1956年)
- 纽约守望台圣经书社，公司(Watchtower Bible and Tract Society of New York, Inc.)(WTB&TS) (始于1956年)

### 国际圣经研修者协会
创立于1914年，英国伦敦的国际圣经研修者协会是耶和华见证人在欧洲的第一个合法机构。

## 其它法人公司
根据2002年1月的《王国传道月报》第7页的说明，中央长老团核准以下机构存在：

### 耶和华见证人基督徒会众
- 建立于2000年
- 总裁： William L. Van De Wall
- 副总裁： Charles I. Woody, Leon Weaver, Jr.
- 秘书长/财务总监：William H. Nonkes
- 董事会成员：Harold K. Jackson, Merton V. Campbell, Stanley F. Weigel
- 目的：特别用于处理指定长老、助理仆人和其它“属灵” 事务。

### 耶和华见证人宗教指示
- 建立于2000年
- 总裁 Patrick J. LaFranca
- 副总裁 Peter D. Molchan, Ralph E. Walls
- 秘书长/财务总监：Joseph D. Mercante
- 董事会成员：Marvin G. Smalley, Kenneth J. Pulcifer, Eugene D. Rosam, Jr.
- 目的：为全时服务的会众提供特别服务和支持：伯特利志愿者、传道员、海外传道员、特别先驱和assembly halls。

### 王国支持服务，公司
- 建立于2000年
- 总裁 Harold L. Corkern
- 副总裁 Alan D. Janzen, Robert L. Butler
- 秘书长/财务总监：Alexander W. Reinmueller
- 董事会成员：James F. Mantz, Jr., Thomas Kalimeris, Alan G. Browning
- 目的：主旨建造王国聚会所，王国办事处，组织相关技术人员和工程

注意：除了宾夕法尼亚之外还有纽约公司。
除了以上列出的機構之外，在其他国家也有耶和华见证人的产业和機構。例如“德国Niderselters的守望台社区 （页面存档备份，存于）”，利用德国的分部办事处生产图书，是供应欧洲和北非地区书刊的主要基地（这个分布负责整个欧洲、非洲、西亚地区的印刷需求）还有瑞典的“Jehovas vittnen - Bibelsällskapet Vakttornet”用来促进耶和华见证人在瑞典的活动。

## 参看

### 说明
1. 1 2 3  宾雪法尼亚州守望台圣经书之名稱，英語原文爲The Watch Tower Bible and Tract Society of Pennsylvania，中文翻譯取自. The Watchtower Announcing Jehovah’s Kingdom (Study). 2001/1/15: 第28页  [2019-07-05]. （原始内容存档于2019-06-04） （英语）. 與. 守望台宣扬耶和华的王国(研讀版). 2001/1/15: 第28页  [2019-07-05]. （原始内容存档于2019-06-03） （中文）. 內文<ANNUAL meetings of the Watch Tower Bible and Tract Society of Pennsylvania have been held since January of 1885>與<自1885年1月以來，賓雪法尼亞州守望台聖經書社每年都舉行年會...>對照。